# 蚯蚓螺
蚯蚓螺（学名：Tenagodus cumingii），舊屬中腹足目蚯蚓螺科蚯蚓螺属，今屬蚯蚓螺科的嵩毛蟶屬:15。

## 分佈
主要分布于中国大陆、台湾，也見於日本。常栖息在浅海珊瑚礁、岩石底、潮下带。

## 參看
- Tenagodus weldii (Tenison Woods, 1876)：原產於澳大利亞的塔斯曼尼亞，中文的「蚯蚓螺」有時指的其實是這個物種。

## 外部連結
- 維基物種上的相關：蚯蚓螺